# Anino
Anino (en griego: Άνινος) fue un ciudadano bizantino del siglo XIII, residente en el Principado de Acaya y miembro de la familia Cladás. Su nombre es mencionado en la Crónica de Morea, y en la versión francesa aparece como Anino, que algunos traducen al griego como Áninos o Ánthimos.
En el año 1296, Anino participó en la rebelión liderada por su suegro, Corcóndilo, con cuya hija estaba casado. Trabajaba como almacenista en el castillo franco de San Jorge de Eskorta, donde logró ganarse la colaboración del sargento del castillo, un franco llamado Bonifacio.
Con la ayuda de Bonifacio, Anino permitió que durante la noche ingresara al castillo su pariente León Mavropapás, quien comandaba un grupo de cien mercenarios turcos, y juntos tomaron el castillo en nombre del emperador bizantino.